# Іту
Іту (порт. Itu) — муніципалітет в Бразилії, входить до складу штату Сан-Паулу. Є складовою частиною мезорегіону Макрорегіон агломерації Сан-Паулу. Входить до економічно-статистичного мікрорегіону Сорокаба. Населення становить 156 100 чоловік (станом на 2006 рік). Займає площу 639,981 км².
День міста — 2 лютого.
Місто засновано 1610 року.